# Stylidium squamellosum
Stylidium squamellosum este o specie de plante dicotiledonate din genul Stylidium, familia Stylidiaceae, ordinul Asterales, descrisă de Dc.. Conform Catalogue of Life specia Stylidium squamellosum nu are subspecii cunoscute.